# Cocio
Cocio er en dansk kakaomælk, der blev introduceret i 1951. Siden 2008 har mærket og produktionsfaciliteterne i Esbjerg været ejet af Arla Foods.

## Historie

### 1951–1989
Anker Pallesen fra Esbjerg udviklede sammen med hustruen, Ella, drikken, ved at blande mælk, kakao og sukker. I 1951 blev Cocio sat i produktion, og året efter blev Hr. Nørbygaard ansat som driftsleder for produktionen. Driftslederen var far til komiker og skuespiller Finn Nørbygaard, der blev født samme år.
I 1964 var de oprindelige produktionsfaciliteter blevet for små, og Cocio flyttede ind på Bavnehøj i nærheden af Esbjerg Havn. Bygningen var blevet opført i 1894 som epidemisygehus. 10 år efter, i 1974, blev den første Cocio på dåse lanceret.
Den amerikanske virksomhed The Borden Food Corporation købte i 1976 samtlige aktier i Cocio Chokolademælk A/S, men produktionen forblev uændret i Esbjerg.
I 1982 lancerede Cocio en leverpostej i 2 varianter, som dog ikke blev nogen succes og derfor hurtigt blev taget af markedet igen. 
I 1985 kom Cocio på det svenske marked, som det første udenfor Danmark. Norge blev tilføjet to år efter. Op igennem 1980'erne blev Cocio mere populær i Danmark. Der blev sendt en ny 0,4 liter flaske på markedet i 1983, ligesom man i 1986 for første gang brugte tv-reklamer i markedsføringen af drikken, i forbindelse med lanceringen af en ny én-liters flaske. I 1989 blev konkurrenten Congo Chokolademælk opkøbt, der på dette tidspunkt havde 25% af det danske marked.

### 1990–nu
Cocio lancerede i 1992 produktet "Chokolet", der senere blev omdøbt til Cocio Light. Virksomhedens grundlægger Anker Pallesen døde i 1995, 79 år gammel.
De danske selskaber E. Bank Lauridsen Holding A/S og IAT-koncernen købte i 1999 Cocio, og mærket var igen på danske hænder.
To år efter, I 2001 opførte man en ny fabrik i Kjersing nord for Esbjerg, der havde en kapacitet på 800.000 flasker og dåser i døgnet. I 2002 blev mejerikoncernen Arla Foods medejer af Cocio Chokolademælk A/S med 50% af aktierne, inden de 1. januar 2008 købte resten af virksomheden.
I februar 2010 lavede man en aftale med den amerikanske skuespillerinde Eva Mendes, der gik ud på at hun skulle være Cocios ansigt i markedsføringen. Det bevirkede at selskabets årlige overskud steg fra cirka 3 millioner kroner til over 10 millioner kr. Aftalen med Mendes ophørte ved udgangen af 2013.
I 2014 introducerede Cocio en energidrik med navnet Cocio Energy, samtidig med at Cocio Classic blev lanceret i Storbritannien.

## Cocio og pølsevogne
Siden 1953 er der blevet solgt Cocio fra danske pølsevogne. I starten af 2010'erne købte otte ud af ti kunder en chokolademælk, når de købte mad i en pølsevogn. I 2011 kom Danmarks Pølsehandlerforening og Cocio på kant med hinanden, da pølsemændene følte sig overset af Cocio. Pølsemændene lancerede derefter deres eget mærke, der i 2013 var til salg i omkring 130 pølsevogne.

## Ingredienser
Cocio Classic er siden lanceringen i 1951, blevet produceret efter den samme opskrift. Classic indeholder mælk med 2% mælkefedt, sukker og UTZ Certified kakao med 1,5% fedt. Drikken er homogeniseret og steriliseret, hvilket gør at Cocio kan holde sig ved stuetemperatur.

### Næringsindhold
| Pr. 100 gram              | Pr. 100 gram   |
|                           | Cocio Classic  |
| ------------------------- | -------------- |
| Energi                    | 309 KJ/73 kcal |
| Protein                   | 3,4 g          |
| Fedt                      | 2,0 g          |
| - heraf mættede fedtsyrer | 1,3 g          |
| Kulhydrat                 | 10 g           |
| - heraf sukker            | 10 g           |
| Husholdningssalt          | 0,10 g         |

## Varianter
- Cocio Classic (1951)
- Cocio Light (1992 - 2012)
- Cocio Dark (2003)
- Cocio Øko (2009)
- Cocio Chocolate Coffee (2009)
- Cocio Ice Coffee (2010)
- Cocio One (2009)
- Cocio Milkshake (2013)
- Cocio Energy (2015)
- Cocio Coconut (2018)
- Cocio Mint (2019)
- Cocio Salted Caramel (2020)
- Cocio Sport (????)
- Cocio Orange (2020 - 2021)